# Uarini
Uarini est une municipalité brésilienne de l'État d'Amazonas .